# Aneomochtherus sinensis
Aneomochtherus sinensis là một loài ruồi trong họ Asilidae. Aneomochtherus sinensis được Ricardo miêu tả năm 1919.